# Saint-Julien (Ródano)
Saint-Julien é uma comuna francesa na região administrativa de Auvérnia-Ródano-Alpes, no departamento de Ródano. Estende-se por uma área de 6,89 km². Em 2010 a comuna tinha 887 habitantes (densidade: 128,7 hab./km²).